# 杨庆东
杨庆东（1968年6月—），男，北京人，中华人民共和国外交官，现任中华人民共和国驻福冈总领事。2003年7月，加入中国共产党。

## 生平
1992年，毕业于北京大学东方语言文学系蒙古语专业，进入中华人民共和国外交部工作，先后在外交部亚洲司、驻蒙古大使馆、外交部涉外安全事务司任职。2013年，任驻蒙古大使馆参赞。2016年，职级提升为副司级。2017年，升任驻蒙古大使馆公使衔参赞。2020年，任外交部涉外安全事务司公使衔参赞、二级巡视员。2021年，挂职海南省三沙市副市长。2023年，回任外交部涉外安全事务司公使衔参赞。2024年3月，出任中华人民共和国驻福冈总领事。